# Navegação de Cabotagem (livro)
Navegação de Cabotagem é um livro de memórias de autoria do escritor brasileiro Jorge Amado, publicado em 1992.
Navegação de Cabotagem é uma expressão brasileira, que explica a navegação realizada entre portos ou pontos do território brasileiro, utilizando a via marítima ou vias fluviais interiores. Navegação de cabotagem é também uma circunscrita ao território nacional que tem por finalidade a comunicação e o comércio entre os portos do país, abrangendo inclusive os rios que correm em seu território.
Incorre nas penas do crime de descaminho aquele que pratica navegação de Cabotagem fora dos casos permitidos em lei.